# Lassina Diabaté
Lassina Diabaté (Bouaké, 16 settembre 1974) è un ex calciatore ivoriano, di ruolo centrocampista.

## Carriera
Lassina Diabate' è un ex calciatore professionista ivoriano. Ha giocato per la Costa d'Avorio e alcuni club in Europa. Ha giocato principalmente come centrocampista difensivo, ma poteva anche giocare come difensore centrale. Nato a Bouaké, Costa d'Avorio, Diabaté ha giocato per diversi club in Francia, tra cui Perpignan FC, Bordeaux e Auxerre.Durante la sua permanenza al Bordeaux ha vinto la Ligue 1 nella stagione 1998-99.[2] Ha partecipato alla Coppa d'Africa del 1998, 2000 e 2002. È meglio conosciuto per aver indossato scarpe da calcio arancioni fluorescenti, prima che tali modelli diventassero di moda. Diabaté è stato firmato da Portsmouth nell'ottobre 2002.[3] Durante la sua permanenza in Inghilterra con il Portsmouth, il suo allenatore Harry Redknapp lo ha descritto come "duro come il ferro" e ha detto: "Non vorrei essere un attaccante giocando contro di lui, è un giocatore meravigliosamente aggressivo che controlla il centrocampo per noi ". Ha collezionato 25 presenze in campionato durante la stagione 2002-2003 del Portsmouth, dopo di che è stato promosso in Premier League. Ha spesso lottato con gli infortuni in vari momenti della sua carriera, il che ha limitato la quantità di tempo trascorso in ogni club. Non è riuscito a segnare un solo gol negli ultimi 7 anni della sua carriera.

## Palmarès

### Club

#### Competizioni nazionali
- Campionato francese: 1

Bordeaux: 1998-1999